# Fédération internationale de sambo
La fédération internationale de sambo, officiellement en anglais International Sambo Federation (FIAS) est une association sportive internationale qui fédère 88 fédérations nationales de sambo.
La FIAS est affiliée à l'Association mondiale des fédérations internationales de sport. Elle est également partie prenante depuis 2006 de l'Agence mondiale antidopage.
Aujourd'hui, le sambo est géré au niveau mondial par deux fédérations : la FIAS et la Fédération mondiale Combat sambo (FMCS) localisée à Moscou.

## Histoire
Le sambo est un art martial créé en URSS dans les années 1930, mélangeant principalement le judo, l'aïkido, le karaté, la boxe et la lutte (samoz). En 1966, la FILA reconnait officiellement le sambo comme un style de lutte.
Le premier championnat mondial se tient en 1976 à Téhéran en Iran. Il sera ouvert aux femmes en 1983.
Le 13 juin 1984, la Fédération Internationale Amateur de SAMBO (FIAS) est constituée à Madrid avec une assemblée générale réunissant 56 pays ; Fernando Compte élu comme présidents. L'année suivante, la FIAS devient membre de la GAISF et le sambo est inclus dans le programme des Jeux mondiaux de 1985 avec 17 titres en jeu.
En 2007, la FIAS est admise à la TAFISA. En 2015, la discipline est présente aux Jeux Européens.

## Liste des présidents
| Période | Période  | Identité           | Étiquette | Qualité    |
| ------- | -------- | ------------------ | --------- | ---------- |
| 1992    | 1997     | Fernando Compte    |           | Espagne    |
| 1997    | 2005     | Tomoyuki Horimai   |           | Japon      |
| 2005    | 2005     | Mikhail Tikhomirov |           | Russie     |
| 2005    | 2009     | Vladimir Poutine   |           | Russie     |
| 2009    | 2013     | David Rudman       |           | États-Unis |
| 2013    | En cours | Vasily Shestakov   |           | Russie     |

## Championnats du monde
| Anno | Città             | Nazione          |
| ---- | ----------------- | ---------------- |
| 1973 | Téhéran           | Iran             |
| 1974 | Oulan Bator       | Mongolie         |
| 1975 | Minsk             | Union soviétique |
| 1979 | Madrid            | Espagne          |
| 1981 | Téhéran           | Iran             |
| 1982 | Paris             | France           |
| 1983 | Kiev              | Union soviétique |
| 1984 | Madrid            | Espagne          |
| 1985 | Saint-Sébastien   | Espagne          |
| 1986 | Saint-Jean-de-Luz | France           |
| 1987 | Milan             | Italie           |
| 1988 | Montréal          | Canada           |
| 1989 | West Orange       | États-Unis       |
| 1990 | Moscou            | Union soviétique |
| 1991 | Montréal          | Canada           |
| 1992 | Herne Bay         | Royaume-Uni      |
| 1993 | Kstovo            | Russie           |
| 1994 | Novi Sad          | Yougoslavie      |
| 1995 | Sofia             | Bulgarie         |
| 1996 | Tokyo             | Japon            |
| 1997 | Tbilissi          | Géorgie          |
| 1998 | Kaliningrad       | Russie           |
| 1999 | Gérone            | Espagne          |
| 2000 | Kiev              | Ukraine          |
| 2001 | Krasnoïarsk       | Russie           |
| 2002 | Panama            | Panama           |
| 2003 | Saint-Pétersbourg | Russie           |
| 2004 | Chișinău          | Moldavie         |
| 2005 | Astana            | Kazakhstan       |
| 2006 | Sofia             | Bulgarie         |
| 2007 | Prague            | Tchéquie         |
| 2008 | Saint-Pétersbourg | Russie           |
| 2009 | Thessalonique     | Grèce            |
| 2010 | Tachkent          | Ouzbékistan      |
| 2011 | Vilnius           | Lituanie         |
| 2012 | Minsk             | Biélorussie      |
| 2013 | Saint-Pétersbourg | Russie           |
| 2014 | Narita            | Japon            |
| 2015 | Casablanca        | Maroc            |
| 2016 | Sofia             | Bulgarie         |
| 2017 | Sotchi            | Russie           |

## Associations membres
En 2019, la fédération regroupe une trentaine de nations.
| Afrique | Amériques | Asie | Europe | Océanie                                                                              |
| Membres à part entière | Membres à part entière | Membres à part entière | Membres à part entière | Membres à part entière                                                               |
| --- | --- | --- | --- | ------------------------------------------------------------------------------------ |
| - Algérie (National Algerian Sambo Committee) - Cameroun (Cameroonian Nanbudo Federation) - Maurice (Mauritius National Sambo Federation) - Maroc (Royal Moroccan Federation of Sambo and Tai-Jitsu) - Niger (Niger Sambo Federation) - Sénégal (Senegalese Association of Sambo) - Seychelles (Seychelles Sambo Association) - Tunisie (Tunisian SAMBO Federation) | - Argentine (Argentine Sambo Federation) - Brésil (Brazilian Sambo Confederation) - Canada (United Canadian Sambo Federation) - Chili (Chilean National Sports Federation of Sambo and Martial Arts) - Colombie (Colombian Sambo Federation) - Costa Rica (Sambo and Associated Sports Association of Costa Rica) - République dominicaine (Dominican Sambo Federation) - Salvador (Salvadoran Sambo and Allied Disciplines Association) - Guatemala (National Sambo Association of Guatemala) - Mexique (Sambo and Combat Sambo Association of Mexico) - Nicaragua (Nicaraguan Sambo Federation) - Panama (Panamanian Sambo Association) - Pérou (Peruvian Amateur Sambo Federation) - Trinité-et-Tobago (Trinidad and Tobago Sambo and Combat Sambo Federation) - Uruguay (Uruguayan Sambo and Combat Sambo Association) - États-Unis (USA Sambo Inc.) - Venezuela (Venezuelan Sambo Federation) | - Afghanistan (Afghanistan National Kurash & Sambo Federation) - Taipei chinois (Chinese Taipei Sambo & MMA Federation) - Inde (Sambo Federation of India) - Indonésie (All Indonesia Sambo Federation) - Irak (Iraqi Jujitsu-Kurash & Sambo Federation) - Iran (Sambo Association of Islamic Republic of Iran) - Japon (Japan Sambo Federation) - Jordanie (Jordan Sambo Committee) - Kazakhstan (Kazakhstan Federation of Sport and Combat Sambo) - Kirghizistan (Sambo Federation of Kyrgyz Republic) - Liban (Federation of Sambo & Judo Lebanon) - Malaisie (Malaysia Sambo Association) - Mongolie (Mongolian Sambo Federation) - Népal ( Nepal Sambo Federation) - Pakistan (Pakistan Sambo Federation) - Palestine (Palestinian Sambo Committee) - Philippines (Pilipinas Sambo Federation Inc.) - Corée du Sud (Korea Sambo Federation) - Singapour (Sambo division of Wrestling Federation of Singapore) - Sri Lanka (Sambo Federation Sri Lanka) - Syrie (Syrian Arab Judo and Sambo Federation) - Tadjikistan (Sambo Federation of Republic of Tajikistan) - Thaïlande (Sambo Association in Thailand) - Turkménistan (Turkmenistan National Martial Arts Federation) - Ouzbékistan (Sambo Association of Uzbekistan) - Vietnam (Vietnam Sambo Association) - Yémen (Yemen Sambo and Judo Federation) | - Arménie (Public Organization "Federation Sambo of Armenia") - Azerbaïdjan (Azerbaijan Federation of Sambo) - Biélorussie (Republic Organization "Byelorussian Sambo Federation") - Belgique (Belgian Amateur Sambo Federation & Associated Disciplines) - Bulgarie (Bulgarian Sambo Federation) - Croatie (Croatian Sambo Federation) - Chypre (Cyprus Sambo Federation) - République tchèque (Czech Sambo Union) - Estonie (Estonian Sambo Association) - Finlande (Finnish Sambo Federation) - France (French Sambo Committee) - Géorgie (Georgian National Federation of Sambo) - Allemagne (German Sambo Federation) - Grande-Bretagne (British Sombo Federation) - Grèce (Hellenic Federation Sambo, Kurash, Chidaoba) - Hongrie (Hungarian Sambo Federation) - Irlande (Irish Amateur Sambo Federation) - Israël (Sambo Federation of Israel) - Italie (Italian Federation of Kickboxing, Muay Thai, Shootboxing, Savate, Sambo (F.I.KBMS)) - Lettonie (Latvian Sambo Federation) - Lituanie (Lithuanian Sambo Federation) - Monténégro (Montenegro Sambo Federation) - Pays-Bas (Dutch Sambo Federation) - Pologne (Polish Sambo Association) - Moldavie (Sambo Federation of Republic of Moldova) - Macédoine du Nord (Sambo Federation of Macedonia) - Roumanie (Romanian Sambo Federation) - Russie (All-Russian Sambo Federation) - Serbie (Sambo Federation of Serbia) - Slovaquie (Sambo Federation Slovak Republic) - Slovénie (Slovenian Sambo Federation) - Espagne (Spanish Federation of Olympic Wrestling and Associated Disciplines) - Suisse (Swiss Federation of Sambo and Associated Disciplines) - Turquie (Sambo Clubs Federation) - Ukraine (Ukrainian Public Organization "National Sambo Federation of Ukraine") | - Australie (Sambo Australia Incorporated)                                           |
| Membres candidats | | | |                                                                                      |
| - Afrique du Sud (Sambo Federation of South Africa)) - Angola (Angolan Sambo Association) - Bénin (Beninese Sambo Federation) - Botswana (Mixed Martial Arts Botswana) - Burundi (Burundi Sambo Federation) - République centrafricaine (Central African Sambo Federation) - Ghana (Ghana Sambo Association) - Mali (Sambo Association)                             | - Antigua-et-Barbuda (Antigua and Barbuda Sambo Association) - Barbade (Barbados Sambo Federation) - Cuba (Cuban Sambo and Allied Disciplines Association) - Équateur (Sambo Clubs Association of Ecuador) - Guyana (Guyana Sambo and Combat Sambo Federation) - Honduras (Honduran Sambo and Jiu Jitsu Federation) - Paraguay (Paraguayan Sambo Federation) - Sainte-Lucie (Sambo and Combat Sambo Federation of Saint Lucia) | - Hong Kong (Sambo Federation of Hong Kong China) - Macao (Macau Sambo Federation) | | - Nouvelle-Zélande (New Zealand Sambo Federation) - Tonga (Tonga Sambo Association ) |